# Neutrina akceleratorowe
Neutrina akceleratorowe to neutrina lub antyneutrina sztucznie wytwarzane przy użyciu akceleratorów cząstek, dla których wiązka protonów jest przyspieszana w akceleratorze i zderzana z tarczą, produkując mezony (głównie piony) rozpadające się następnie na neutrina. W zależności od energii przyspieszonych protonów i od tego, czy mezony rozpadają się w locie, czy w spoczynku, można wygenerować neutrina o różnym zapachu, energii i rozkładzie kątowym. Dzięki wysokiej intensywności wiązek neutrin akceleratorowych, oraz lepszej znajomości i możliwości kontrolowania typu i własności kinematycznych takich neutrin niż w przypadku neutrin z innych źródeł, są one często wykorzystywane do badania oddziaływań i oscylacji neutrin. 

## Produkcja wiązek neutrin mionowych

Schemat produkcji wiązki neutrin mionowych

Schemat produkcji wiązki antyneutrin mionowych

Proces wytwarzania wiązek neutrin i antyneutrin mionowych składa się z następujących etapów:
- Przyspieszenie pierwotnej wiązki protonów za pomocą akceleratora cząstek.
- Zderzenie wiązki protonów ze stałą tarczą. W takim zderzeniu powstają cząstki wtórne, głównie piony i kaony.
- Zogniskowanie, za pomocą zestawu magnesów, cząstek wtórnych o wybranym ładunku: dodatnim w celu wytworzenia wiązki neutrin mionowych, albo ujemnym w celu wytworzenia wiązki antyneutrin mionowych.
- Rozpad cząstek wtórnych w locie, w długim (rzędu kilkuset metrów) tunelu rozpadu. Naładowane piony rozpadają się w ponad 99,98%[3] na mion i odpowiednie neutrino zgodnie z zasadą zachowania ładunku elektrycznego i liczby leptonowej:

π+ → μ+ + νμ,    π− → μ− + νμ
Zazwyczaj produkcja wiązki przeprowadzana jest tak, aby była ona jak najczystsza, tzn. zwierała tylko jeden typ neutrina: νμ albo νμ. W tym celu długość tunelu rozpadu dobierana jest w ten sposób, aby jednocześnie jak jednocześnie jak najwięcej pionów uległo rozpadowi i aby zminimalizować liczbę rozpadających się mionów, w których produkowane są neutrina niepożądanych typów: 
μ+ → e+ + νμ + νe,    μ− → e− + νμ + νe
W większości rozpadów kaonów wytwarzany jest odpowiedni rodzaj neutrin (neutrina mionowe dla kaonów dodatnich i antyneutrina mionowe dla kaonów ujemnych): 
K+ → μ+ + νμ,    K− → μ− + νμ,    (63.56% rozpadów),
K+ → μ+ + νμ + π0,    K− → μ− + νμ + π0,    (3.35% rozpadów),
jednak znaczący jest również rozpad na (anty)neutrina elektronowe stanowiące tło w badaniach oscylacji νμ→νe: 
K+ → e+ + νe + π0,    K− → e− + νe + π0,    (5.07% rozpadów).
- Absorpcja pozostałych hadronów i naładowanych leptonów w bloku materiału (zwykle grafitu) zwanym po angielsku "beam dump" i w gruncie. W tym samym czasie neutrina, jako cząstki bardzo słabo oddziałujące z materią, bez przeszkód poruszają się dalej, w kierunku bliskim cząstkom macierzystych.

## Właściwości kinematyczne wiązki neutrin
Neutrina nie posiadają ładunku elektrycznego, dlatego nie da się ich zogniskować ani przyspieszyć za pomocą pól elektrycznych i magnetycznych, a co za tym idzie nie można wytworzyć równoległej, monoenergetycznej wiązki neutrin, tak jak ma to miejsce w przypadku wiązek cząstek naładowanych w akceleratorach. Do pewnego stopnia można sterować kierunkiem i energią neutrin poprzez właściwy dobór energii pierwotnej wiązki protonów i ogniskowanie wytworzonych pionów i kaonów, gdyż neutrina przejmują część ich energii kinetycznej i poruszają się w kierunku bliskim cząstkom pierwotnym. 

### Wiązka pozaosiowa
Metodą, która pozwala dodatkowo zawęzić rozkład energii tak powstałych neutrin jest wykorzystanie tzw. wiązki pozaosiowej. Wiązka neutrin akceleratorowych jest wiązką szeroką, która nie ma wyraźnych granic, gdyż neutrina w niej nie poruszają się równolegle, lecz mają pewien rozkład kątowy. Im dalej od osi (centrum) wiązki, tym mniejsza jest liczba neutrin, ale także zmienia się rozkład energii. Widmo staje się węższe, a jego maksimum przesuwa się w kierunku niższych energii. Kąt pozaosiowy, a tym samym spektrum energii neutrin, można zoptymalizować tak, aby zmaksymalizować prawdopodobieństwo oscylacji neutrin lub wybrać zakres energii, w którym dominuje pożądany typ oddziaływań neutrin. 
Pierwszym eksperymentem, w którym zastosowano wiązkę neutrin pozaosiowych, był eksperyment T2K.

## Wiązki neutrin w eksperymentach fizycznych
Poniżej znajduje się lista niektórych wiązek (anty)neutrin mionowych, które były lub są używane w eksperymentach fizycznych: 
- Wiązka CNGS (ang. CERN Neutrinos to Gran Sasso)[8] produkowana przy użyciu akceleratora SPS w ośrodku CERN, wykorzystywana w eksperymentach OPERA i ICARUS.
- Wiązka BNB (ang. Booster Neutrino Beam) produkowana przy użyciu akceleratora Booster w ośrodku Fermilab wykorzystywana w eksperymentach SciBooNE, MiniBooNE i MicroBooNE.
- Wiązka NuMI (ang. Neutrinos at the Main Injector) produkowana przy użyciu akceleratora Main Injector w ośrodku Fermilab wykorzystywana w eksperymentach MINOS, MINERνA i NOνA.
- Wiązka neutrin K2K produkowana przy użyciu 12 GeV-owego synchrotronu protonowego w ośrodku KEK w Tsukubie wykorzystywana w eksperymencie K2K.
- Wiązka neutrin T2K[7] produkowana przy użyciu akceleratora Main Ring w ośrodku J-PARC w Tokai wykorzystywana w eksperymencie T2K.